# Yaksa (banda)
Yaksa (o Yecha) (chino: 夜叉, pinyin: Yecha) es una banda musical de metalcore, formada en 1997 en Pekín (China).
Yaksa estuvo entre los primeras olas de otras bandas de metal que apareció en la escena del rock en gran medida de metro en Pekín a finales de los años noventa. Sus miembros originales procedían todos de la provincia de Sichuan. Con su sonido denso y sus potentes voces y gruñidos ultraagresivos, el estilo de la banda se diferenciaba de las demás bandas de género punk rock de moda en ese momento. Yaksa registró lo que se considera el primer disco de nu metal de China, la libertad (自由), lanzado por los expedientes Scream (嚎叫 唱片) en 1999. La banda siguió su debut tres años más adelante con Fa Fa Fa (发 发 发), añadiendo más melodía vocal, así como un disco rayado y toma de muestras a su sonido. En 2006, con los expedientes, la banda publicó de forma independiente un EP titulado Keep on Fighting, volviendo a sus raíces más pesadas.

## Miembros
- Vocalista: Hu Song
- Guitarra: Huang Tao
- Guitarra: Gao Xu
- Bajo: Gao Yufeng
- Batería: Ma Lin
- DJ: Wang Yue (DIRTY-Y)

## Discografía

### Álbumes de estudio
- 1999: Freedom (自由), Scream Records
- 2002: Fa fa fa (发发发), Scream Records
- 2006: Keep on fighting, Independent/Freedom Road Records
- 2010: You aren’t the loser Independent Label.